# Permeabilidad intestinal

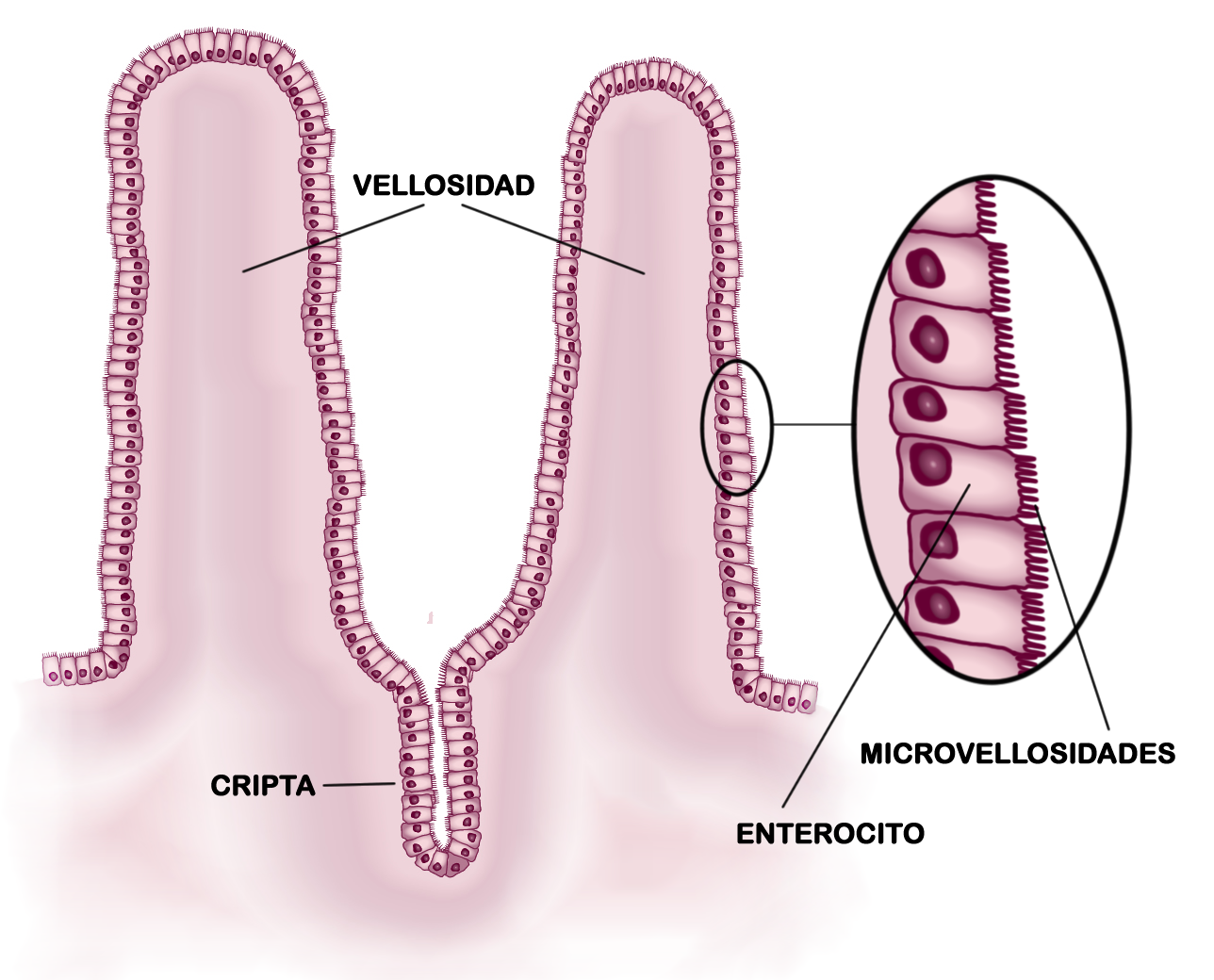
Esquema del epitelio del intestino delgado. Se observan los enterocitos cilíndricos, estrechamente unidos entre sí, formando una barrera entre el ambiente intestinal y el medio interno.

La permeabilidad intestinal es el fenómeno por el cual la pared  intestinal (membrana intestinal) actúa como barrera selectiva, permitiendo el paso de nutrientes y bloqueando el de sustancias potencialmente dañinas (toxinas, virus, bacterias, alimentos sin digerir...).
El estado funcional de esta barrera depende de la regulación de las uniones estrechas intercelulares, que representan la barrera más importante.

## Barrera hemato intestinal
El intestino es un tubo muy largo y constituye la mayor superficie mucosa del organismo. Posee en su interior una capa de células que forman una barrera. Su misión es, además de digerir sustancias, actuar defendiendo al organismo del enemigo exterior del ambiente (sustancias que ingerimos y microorganismos presentes en el intestino). Esto lo logra manteniendo cerradas las uniones estrechas intercelulares, para impedir el acceso descontrolado de sustancias, toxinas, químicos, microorganismos y macromoléculas, que de lo contrario podrían pasar al torrente sanguíneo.

## Pérdida de la barrera protectora

Arriba: Dibujo esquemático de la superficie del epitelio, mostrando las uniones estrechas (tight junctions) entre células adyacentes.
Abajo: Una unión estrecha a gran aumento con el complejo de proteínas (en color verde) y las moléculas que lo constituyen. Las flechas rojas muestran la dirección del flujo de sustancias a través de los espacios intercelulares, cuando existe permeabilidad celular aumentada.

Se habla de la existencia de una permeabilidad intestinal aumentada cuando este control desaparece, es decir, cuando no funcionan bien las entradas entre las células, que controlan el paso de sustancias (las uniones estrechas intercelulares) y en lugar de estar cerradas o prácticamente cerradas, como deberían estar, están abiertas, sin control. Esta apertura provoca que entren sustancias en el cuerpo y que, dependiendo de la predisposición genética de la persona, puedan desarrollarse enfermedades autoinmunes, inflamatorias, infecciones, alergias o cánceres, tanto intestinales como en otros órganos.
Actualmente, se sabe que las uniones estrechas, anteriormente consideradas como estructuras estáticas, son en realidad dinámicas y se adaptan fácilmente a diversas circunstancias, tanto fisiológicas como patológicas. Existe un complejo sistema regulador que orquesta el estado de ensamblaje de la red de proteínas de las uniones estrechas intercelulares.
La zonulina es el único modulador fisiológico de las uniones estrechas intercelulares bien conocido actualmente. Se trata de una molécula que modula reversiblemente la permeabilidad de la pared intestinal, aflojando las uniones estrechas intercelulares para regular el movimiento de líquidos, macromoléculas y leucocitos entre el torrente sanguíneo y el intestino, y viceversa, permitiendo el paso de los nutrientes y bloqueando el de nutrientes incompletamente digeridos, químicos, toxinas y microorganismos, y evitando la colonización con microorganismos del intestino proximal (es decir, la inmunidad congénita).
Cuando hay una producción aumentada de zonulina, se abren las uniones estrechas de la pared intestinal, el intestino pierde su capacidad de barrera protectora y pasan a la sangre sustancias que no deberían pasar, lo que puede ocasionar reacciones que desembocan en el desarrollo de un creciente número de enfermedades.

### Desencadenantes ambientales
Los dos factores más potentes que desencadenan la liberación de zonulina y provocan aumento de la permeabilidad intestinal son ciertas bacterias intestinales y la gliadina (proteína que forma parte del gluten), independientemente de la predisposición genética, es decir, tanto en celíacos como en no celíacos. Otras posibles causas son la prematuridad y la exposición a radiación, quimioterapia o ciertas toxinas.

## Efectos sobre la salud

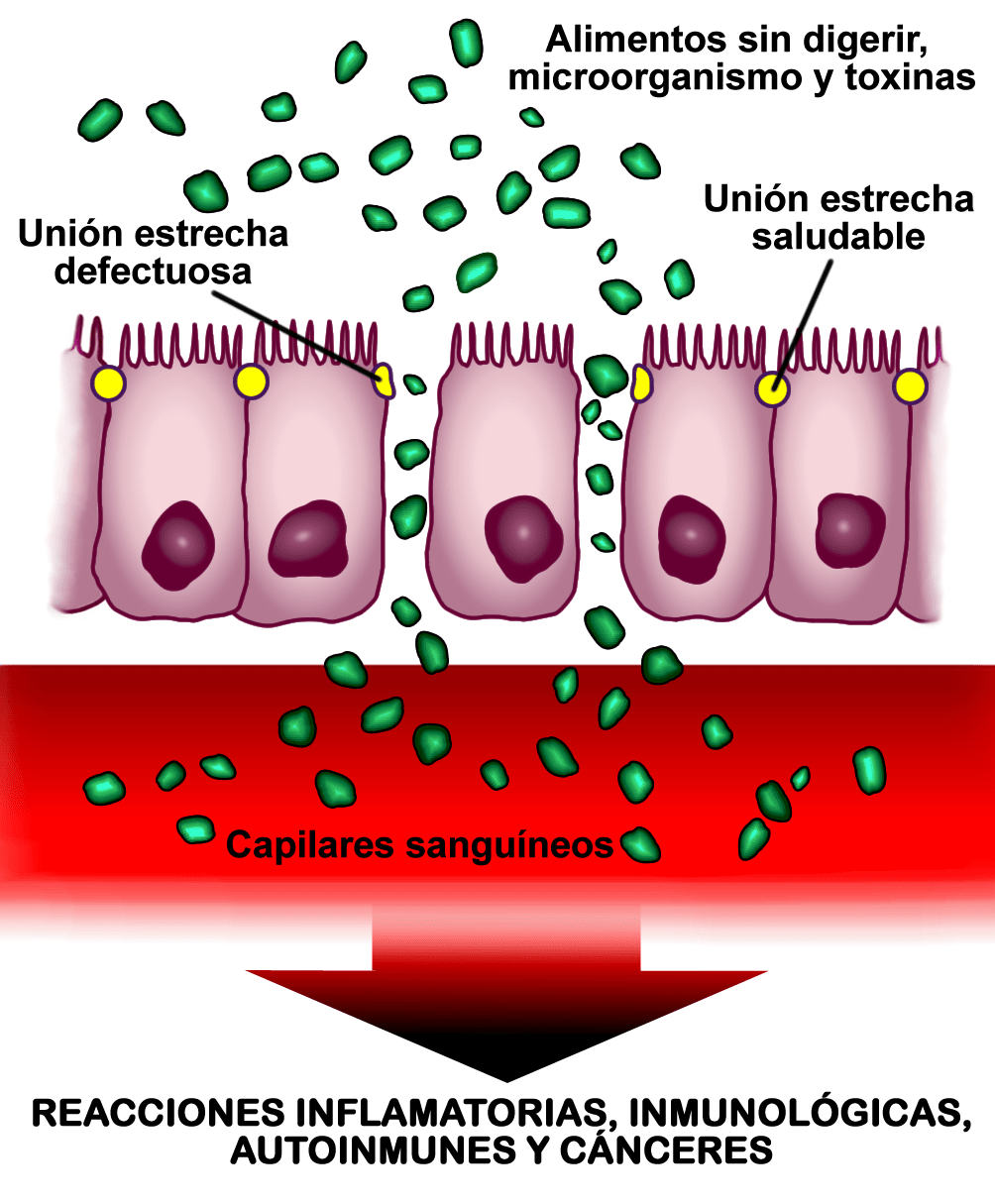
Se observa cómo la apertura de las uniones estrechas intercelulares (permeabilidad intestinal aumentada) permite el paso sin control de sustancias al torrente sanguíneo, con el consiguiente posible desarrollo de enfermedades autoinmunes, inflamatorias, infecciones, alergias o cánceres, tanto intestinales como en otros órganos.

La alteración de la permeabilidad intestinal está implicada en el desarrollo de un creciente número de enfermedades. Estas comprenden:
- Enfermedades autoinmunes, como la enfermedad celíaca,[2] la diabetes tipo 1,[2][5] la artritis reumatoide, la espondilitis anquilosante, la enfermedad inflamatoria intestinal (enfermedad de Crohn), el lupus eritematoso sistémico y la colangitis esclerosante primaria.[2]
- Cánceres, como el glioma (cáncer de cerebro o de médula espinal), el cáncer de mama, el adenocarcinoma de pulmón, el cáncer de ovario, el cáncer de páncreas, el cáncer de próstata, el carcinoma hepatocelular (cáncer de hígado) con infección por el virus de la hepatitis C, la leucemia no linfocítica aguda, la anemia de Fanconi, el Linfoma difuso de células B grandes y la leucemia mieloide aguda.[2]
- Enfermedades del sistema nervioso, como la esclerosis múltiple, la esquizofrenia, la polirradiculoneuropatía desmielinizante inflamatoria crónica, la neuromielitis óptica[2] y el autismo.[5]
- Enfermedades inflamatorias.[2]
- Infecciones.[2]
- Alergias.[2]
- Asma.[2]

Menos del 10 % de aquellas personas con una mayor susceptibilidad genética desarrollan la enfermedad, lo que sugiere la existencia de un fuerte desencadenante ambiental, que afecta también al progreso y pronóstico de la enfermedad.
Se acepta, en general, que el desarrollo de estas enfermedades es debido a la interacción entre los factores ambientales y los genes de susceptibilidad específicos. Una teoría es que pueden estar involucrados los antígenos absorbidos por el intestino, cuando la mucosa intestinal está dañada y existe un aumento de la permeabilidad intestinal.
En la mayoría de los casos, este aumento de la permeabilidad aparece antes que la enfermedad y causa una anormalidad en el suministro del antígeno que desencadena el proceso multiorgánico, lo cual conduce al desarrollo de enfermedades que pueden afectar a diversos órganos y sistemas.

### Pronóstico
El descubrimiento del papel de la permeabilidad intestinal en el desarrollo de estas enfermedades desbarata las teorías tradicionales y sugiere que estos procesos pueden ser detenidos si se impide la interacción entre los genes y los factores ambientales desencadenantes, a través del restablecimiento de la función de la barrera intestinal dependiente de la zonulina.